# Kim Gwang-jin (Turner)
Kim Gwang-jin (* 30. August 1956) ist ein ehemaliger nordkoreanischer Kunstturner. Bei den Asienspielen 1978 konnte Kim die Goldmedaille an den Ringen gewinnen.

## Karriere
Kim Gwang-jin nahm an den Olympischen Sommerspielen 1980 in Moskau teil. Gemeinsam mit Cho Hun, Han Gwang-song, Kang Gwang-song, Li Su-gil und Song Sun-bong belegte er im Mannschaftsmehrkampf den neunten Rang. Darüber hinaus erreichte der Nordkoreaner folgende Platzierungen:
- Einzelmehrkampf: 36. Platz
- Boden: 43. Platz
- Sprung: 46. Platz
- Barren: 32. Platz
- Reck: 63. Platz
- Ringe: 12. Platz
- Pauschenpferd: 65. Platz